# Ostseewoche

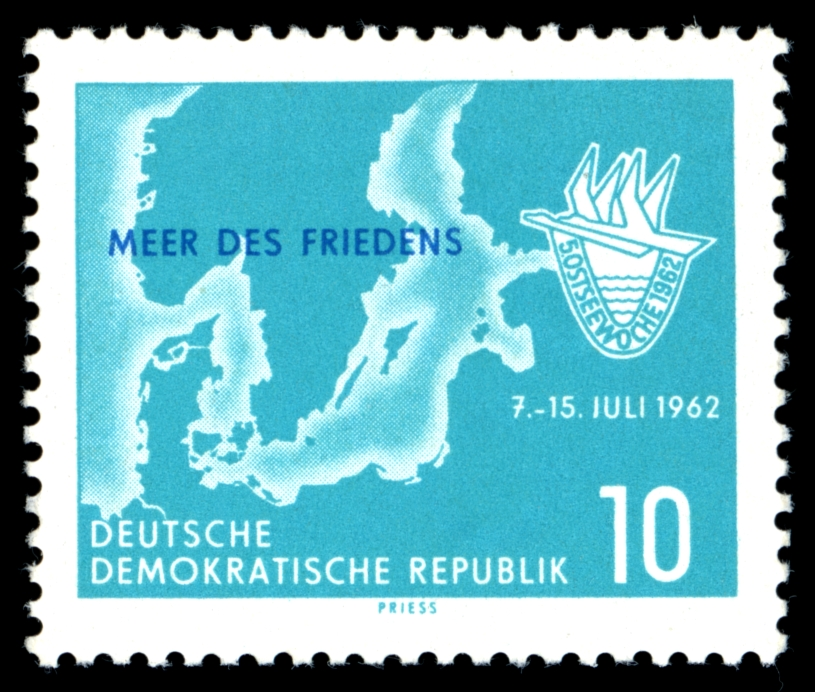
Briefmarke der DDR 1962

Die Ostseewoche war eine, von 1958 bis 1975 in der DDR jährlich veranstaltete, internationale Festwoche. Sie fand meist Anfang Juli im Bezirk Rostock statt und stand unter dem Motto: „Die Ostsee muss ein Meer des Friedens sein“.
1957 wurde von Karl Mewis, dem damaligen Ersten Sekretär der Bezirksleitung Rostock der SED, in Rostock auf einer Freundschaftskundgebung mit der UdSSR vorgeschlagen, ab 1958 im Bezirk Rostock eine so genannte Ostseewoche durchzuführen. Ende November 1957 bestätigt das Sekretariat des Zentralkomitees der SED die Rostocker Vorschläge zur Ostseewoche.

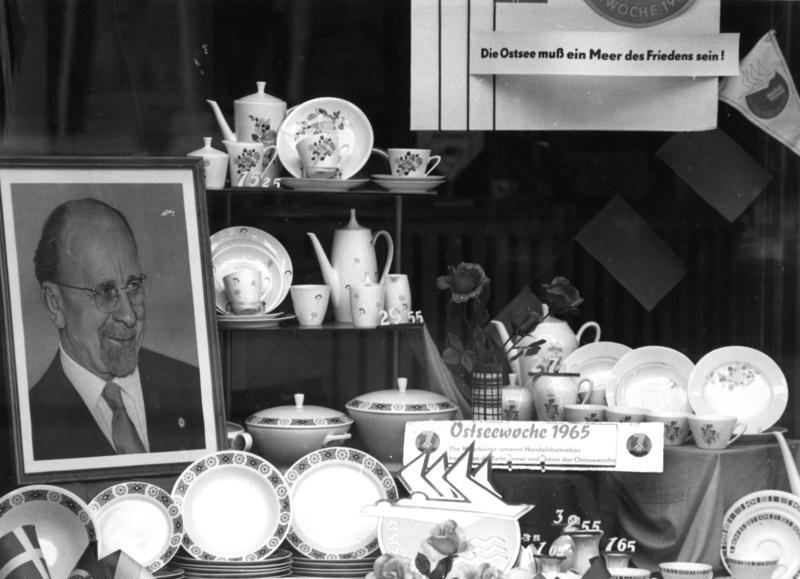
Motto der Festwoche und Porträt Walter Ulbrichts im Schaufenster eines Geschäfts zur Ostseewoche 1965 in Wismar

Ein zentrales „Komitee Ostseewoche“ unter Beteiligung von Karl Mewis, Herbert Warnke und Waldemar Verner wurde gegründet. Das Sekretariat des ZK legte fest, dass zur Festwoche nicht nur Delegationen der kapitalistischen Ostseeanliegerstaaten, sondern auch solche aus der UdSSR und Polen eingeladen werden sollten. Die Veranstaltung wurde zur Sache des ganzen Landes erklärt. Am 30. Januar 1958 fand die konstituierende Sitzung des Vorbereitungskomitees für die Ostseewoche statt, auf der Mewis die Grundsätze der Veranstaltung formulierte. Ein Beschluss des Präsidiums des Ministerrats der DDR vom 13. Februar 1958 übertrug die Verantwortung über die  Durchführung der Ostseewoche dem Vorsitzenden des Rates des Bezirks Rostock.
In Rostock und anderen Orten an der Ostseeküste gab es seitdem jährlich, in Konkurrenz zur traditionellen Kieler Woche, zahlreiche politische, kulturelle und sportliche Veranstaltungen – Kundgebungen, Symposien und Konferenzen sowie Segelregatten, Konzerte und Ausstellungen. 1965 wurde die Biennale der Ostseeländer als Teil des kulturellen Rahmenprogramms ins Leben gerufen. Kunstinteressierte kamen fortan alle zwei Jahre in den Genuss zeitgenössischer Kunst aus der Bundesrepublik Deutschland, Dänemark, der DDR,  Finnland, Island, Norwegen, Polen, Schweden und der Sowjetunion – zunächst im Stadtmuseum am Steintor, ab 1969 in der eigens dafür erbauten Kunsthalle Rostock.
Veranstalter des Kultur- und Sportfestivals war der Gewerkschaftsbund FDGB, der jeweils gleichzeitig in Rostock die „Arbeiterkonferenz der Ostseeländer, Norwegens und Islands“ durchführte. Das Ziel dieser Konferenz und der Ostseewoche war es, die Beziehungen der DDR zu den nordeuropäischen Ländern zu entwickeln und für die staatliche Anerkennung der DDR zu werben. Die Teilnehmer kamen aus der Bundesrepublik Deutschland, den anderen Ostseeanliegerstaaten, aus  Norwegen und Island.
Am 20. Dezember 1975 wurde den Vertretern der DDR-Freundschaftsgesellschaften der nordischen Länder, die in den Ostseebezirk gekommen waren um die 19. Ostseewoche 1976 vorzubereiten, vom „Komitee Ostseewoche“ mitgeteilt, dass die Ostseewochen eingestellt werden. Als Begründung wurde angeführt, die Festwoche habe ihre Aufgabe erfüllt. Durch den Abschluss des Grundlagenvertrages und die Aufnahme beider deutscher Staaten in die Vereinten Nationen war für den Veranstalter der Zweck der Veranstaltung entfallen.